# Getaway (film 1994)
Getaway (The Getaway) è un film del 1994 diretto da Roger Donaldson, remake di Getaway! del 1972 di Sam Peckinpah.

## Trama
Grazie alla propria influenza politica Jack Benyon riesce a far rilasciare dalle carceri messicane Carter Mc Coy, detto "Doc", un rapinatore professionista, su richiesta della moglie Carol. Per sdebitarsi Mc Coy accetta di prendere parte ad una grossa rapina ad un cinodromo in Arizona organizzata da Benyon, giurando a Carol che sarà l'ultima. Il colpo riesce bene ma al momento di dividersi il bottino Rudy, uno dei due complici di Mc Coy (che in passato, tradendolo, ne aveva facilitato la cattura), nel tentativo di accaparrarsi tutto fredda a bruciapelo l'altro complice, Hansen, e prova ad eliminare anche Doc, il quale però capendone le intenzioni reagisce sparandogli ripetutamente; Rudy cade a terra apparentemente esanime, ma si salverà perché nascostamente protetto da un giubbotto antiproiettile.
Doc, credendolo morto ed essendo in possesso dell'intera refurtiva, decide allora di recarsi da Benyon per spartire i soldi come pattuito, nonostante Carol cerchi in tutti i modi di dissuaderlo. Giunti alla villa del ricco boss, Mc Coy scopre che in realtà egli lo aveva fatto scarcerare in cambio di ripetute prestazioni sessuali da parte di sua moglie, la quale nel momento di massima tensione tra i due irrompe sulla scena armata di revolver ed uccide Benyon. Le rivelazioni di quest'ultimo circa il comportamento di Carol generano in Doc frustrazione e rabbia, ma dopo un'aspra lite la coppia si riconcilia e decide di mettersi in fuga col malloppo verso il Messico.
Nel frattempo Rudy, ripresosi, si reca presso una clinica locale per farsi medicare. Qui costringe, sotto la minaccia di una pistola, il veterinario Harold Carvey e sua moglie Fran a scortarlo in auto fino a El Paso. Durante una sosta in un motel, Fran e Rudy hanno un rapporto sessuale di fronte a un impotente Harold, legato a una sedia nel bagno. Davanti al tradimento sfacciato della moglie, Harold decide di impiccarsi.
Carol e Doc, intanto, arrivano in una stazione ferroviaria e depositano i soldi in una cassetta di sicurezza, ma la donna si fa raggirare da un truffatore venendo derubata; Doc riesce comunque a recuperare la valigetta, inseguendo e malmenando il ladro che si era rifugiato su un treno. Raggiungono così l'albergo a El Paso, dove il portiere Gollie, vecchia conoscenza di Doc, procura loro dei passaporti falsi per poter espatriare. I due ignorano che Rudy li attenda proprio in una delle camere, assieme alla neo-vedova Fran (che dimostra di non sentire affatto la mancanza del marito). Lo strano atteggiamento di Gollie comincia ad insospettire Doc e poco dopo piombano sul posto pure gli scagnozzi di Jack Benyon, anch'essi con l'intento di far fuori i Mc Coy per impossessarsi del denaro, ma che nel conflitto a fuoco susseguente avranno alla fine la peggio.
Dopo una serie di durissimi scontri (durante uno dei quali, pur potendo, evita di ucciderlo a sangue freddo) Doc riesce ad ammazzare anche Rudy, scaraventandolo dentro la cabina di un ascensore e, sparando ai cavi, facendolo precipitare fragorosamente giù fino al piano terra, con grande dolore e profonda disperazione di Fran. I due coniugi scappano dunque dall'hotel e si fanno accompagnare in Messico da Slim, un anziano cowboy al quale regaleranno 40.000 dollari in cambio del suo vecchio furgone una volta oltrepassato il confine.

## Riconoscimenti
- 1994 - MTV Movie Awards
  - Nomination Attrice più attraente a Kim Basinger
- 1994 - Razzie Awards
  - Nomination Peggior attrice protagonista a Kim Basinger
- 1994 - Stinker Bad Movie Awards
  - Nomination Peggior attrice protagonista a Kim Basinger